# Włodzimierz Stożek

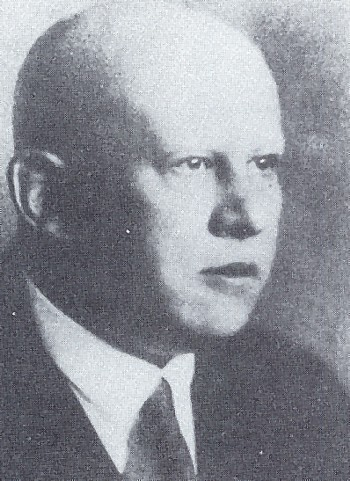
Włodzimierz Stożek

Włodzimierz Stożek (* 23. Juli 1883 in Żółkiew; † 3. oder 4. Juli 1941 in Lwów) war ein polnischer Mathematiker der Lemberger Mathematikerschule.
Stożek studierte Mathematik an der Jagiellonen-Universität in Krakau und an der Universität Göttingen. Er wurde 1922 promoviert und wurde anschließend Leiter der mathematischen Fakultät der TU Lemberg. Er wurde am 3. oder 4. Juli 1941, kurz nach dem deutschen Einmarsch, zusammen mit seinen zwei Söhnen und weiteren polnischen Professoren in Lwów erschossen.